# Марієнетта Їрковська
Марієнетта Їрковська (нім. Marienetta Jirkowsky, 25 серпня 1962 — 22 листопада 1980) — німкеня, яка стала сто двадцять п'ятою відомою людиною, що загинула при спробі перетину Берлінського муру. Їрковську застрелили східнонімецькі прикордонники під час спроби втечі. На момент загибелі їй було 18 років, і таким чином вона стала одною з наймолодших жертв Берлінського муру в цілому і наймолодшою з 8 жінок серед них.

## Біографія
Марієнетта Їрковська народилася 25 серпня 1962 року в Бад-Заарові, Східна Німеччина, і була єдиною дитиною муляра Клауса Їрковського та працівниці шинного заводу Reifenkombinat Астрід Їрковської. Марієнетта виросла у Шпреенгаґені, її останньою адресою була вул. Біркенвег, 13. Друзі називали її «Мікі», оскільки вона була «маленькою, вільнодумною та веселою людиною». Протягом навчального року Марієнетта мало спілкувалася з іншими учнями — натомість у вільний час вона допомагала в будинку для літніх людей у сусідньому селі Грюнгайде, де мала багато друзів серед людей похилого віку. У 1979 році Марієнетта розпочала навчання на текстильницю на шинній фабриці, де працювала її мати.
Один з її друзів, Фалько Фогт (нім. Falko Vogt) давно думав про втечу зі Східної Німеччини. Навесні 1980 року вони з Марієнеттою обговорили це з іншим другом, Петером Віснером (нім. Peter Wiesner), якому також не подобалися умови життя в НДР. Фалько Фогт пізніше пояснив, що вони насправді «просто хотіли жити в мирі, без будь-яких проблем і заборон».
Віснер кілька разів подавав клопотання про дозвіл на еміграцію зі Східної Німеччини. Коли Марієнетті виповнилося 18 років, вона заручилася з ним, і вони планували разом переїхати до ФРН восени 1980 року. Однак це рішення призвело до серйозних конфліктів з батьками Марієнетти, які були проти цих стосунків, побоюючись, що втратять свою єдину дитину, особливо якщо вона емігрує з Віснером. Крім того, Віснер був розлучений, пиячив, була схильний до насильства, не затримувався надовго на робочих місцях та мав проблеми з поліцією. Щоб припинити ці стосунки, батькам Марієнетти вдалося отримати поліцейський ордер, який забороняв Віснеру будь-які контакти з їхньою дочкою.
Після цього Віснер, Фогт та Їрковська вирішили разом втекти, запланувавши це на ніч з 21 на 22 листопада 1980 року. Для втечі Петер Віснер змайстрував у своїй квартирі драбини, які складалися з окремих частин.

## Спроба втечі та загибель
21 листопада 1980 року Їрковська, Фогт та Віснер поїхали поїздом з Фюрстенвальде до Східного Берліна, щоб підшукати підходяще місце для втечі. Вони прибули на станцію міської залізниці Гоен-Ноєндорфу близько 00:30 та підібралися до кордону. Всупереч своєму початковому плану, всі троє спонтанно вирішили тікати цієї ж ночі. Самі про це не знаючи, завдяки цьому імпульсивному рішенню вони уникли арешту: Віснер розповів у барі про ці плани знайомому, який виявився інформатором східнонімецької таємної поліції Штазі. Той негайно доповів про це своєму начальству, і втікачів вже почали розшукувати.
Оскільки виготовлена Віснером драбина все ще знаходилася у нього вдома, дорогою вони вкрали драбину з подвір'я занедбаного ресторану та стрем'янку з сусіднього будинку на Флораштрассе, 2, що знаходився приблизно за 150 метрів від місця, де вони вирішили перетнути кордон.
Точкою прориву вони обрали місце на західному краю залізничного насипу тоді невикористаної лінії міської залізниці Берлін-Фронау — Гоен-Нойєндорф, точно посередині між сторожовими вежами 20 та 21 прикордонного сектору III.
Зайнявши позицію біля Берлінського муру, вони скористалися драбиною, щоб зазирнути за внутрішню стіну та оглянути прикордонну територію. Протягом трьох годин тієї ночі троє молодих людей спостерігали за розпорядком дня на кордоні, підбадьорюючи одне одного. Потім вони розділили стрем'янку на дві частини і приблизно о 3:40 ночі за допомогою передньої частини перелізли через внутрішню стіну. Більшу драбину з ресторану вони використали, щоб подолати наступну перешкоду — 2,5-метрову огорожу з колючим дротом і сигналізацією. Завдяки несправності сигнальної системи, їм вдалося перебратися через стіну непоміченими, але потім драбина впала, спричинивши спрацювання сигналізації. За допомогою останньої частини розібраної стрем'янки вони почали перебиратися через останню перешкоду — 3,5-метрову зовнішню стіну на кордоні із Західним Берліном, але виявили, що драбина не дістає до краю стіни. Чоловіки все ж без проблем підтягнулися на стіну, і Фогт відразу зістрибнув на західний бік, а Віснер, лежачи на стіні, допомагав залізти Їрковській, яка, стоячи на верхньому щаблі драбини, через свій невисокий зріст не могла дотягтися до краю стіни руками.
Після спрацювання сигналізації 20-річний командир варти вежі 21 (яка знаходилася приблизно за 160 метрів від місця перетину втікачами кордону) спочатку, з його слів, зробив попереджувальний постріл зі свого автомата Калашникова, а потім прицілився у втікачів і почав стріляти по ним чергами. Трохи згодом другий прикордонник з цієї вежі також відкрив вогонь, але, за його власними словами, він спрямував зброю не на людей, а на верхівки дерев на території Західного Берліна.
Двох прикордонників, розміщених на спостережній вежі 20, що знаходилася приблизно за 200 метрів від місця втечі, тієї ночі було задіяно для патрулювання з собакою. Коли спрацювала сигналізація, вони побігли в напрямку сигналу. Собаку не вдалося нацькувати на втікачів, і командир варти вежі 20 також почав стріляти по втікачах. В Марієнетту вистрілили не менше 27 разів. Отримавши вогнепальне поранення в живіт, вона впала з драбини, а Віснер зіскочив на бік Західного Берліна.
Прикордонники НДР винесли Їрковську з прикордонної смуги. Викликаний полковий лікар прикордонних військ надав їй першу допомогу, після чого наказав доставити до лікарні імені Фрідріха Вольфа в Геннігсдорфі, що знаходилася найближче, за 9 км. Цим він порушив постанову Центрального прикордонного командування, яка передбачала, що поранених порушників кордону слід доставляти або до армійського шпиталю Древіца (45 км), або до Берлінського шпиталю народної поліції (25 км). Можливо, лікар прийняв таке рішення з огляду на юний вік і/або тяжкість травм пораненої. Це рішення було пізніше розкритиковане з боку Штазі, оскільки через госпіталізацію до цивільної лікарні про інцидент на кордоні дізналася велика кількість людей.
Попри екстрену операцію та інтенсивну терапію, Марієнетта Їрковська померла близько 11:30 ранку від наслідків вогнепальних поранень.
Численні газетні та журнальні статті стверджували, що на той час вона була на третьому місяці вагітності, однак ані протокол розтину з лікарні в Геннігсдорфі, ані поліцейський звіт цього не підтверджують.

## Наслідки
22 листопада батька Марієнетти Їрковської викликали до східнонімецької поліції у Фюрстенвальде. Спочатку йому сказали, ніби його доньку заарештували на кордоні із Західним Берліном, і про її вбивство повідомили лише через два дні. Родині не дозволили опублікувати некролог.
Поховання урни з її прахом відбулося 14 грудня 1980 року на міському кладовищі Шпреенгагена. Цвинтар був практично очеплений агентами Штазі, і на похороні були присутні лише її найближчі родичі.
Петер Візнер та Фалько Фогт дали інтерв'ю західноберлінським ЗМІ, надавши детальні звіти про загибель Їрковської. Штазі негайно призначила чотирьох своїх агентів, які діяли у Західному Берліні (включаючи  Геро Гіллігера, кодове ім'я «IMB Brunnen»), для публічної дискредитації Візнера і Фогта. Агенти мали завоювати їхню довіру, а потім спробувати виставити їх злочинцями, «непомітно заохочуючи їх витрачати великі суми грошей, брати кредити тощо, щоб створити передумови для можливої злочинної діяльності».
Під час цієї діяльності агенти дізналися, що чоловіки намагаються отримати фотографію Марієнетти Їрковскі через кореспондента акредитованого в НДР часопису Stern, з метою її публікації. Штазі конфіскувала всі фотографії, посвідчення особи та інші документи Марієнетти Їрковської у її родини, друзів та знайомих. Лише у 2010 році ці конфісковані матеріали були знайдені у прихованих архівах.
На початку лютого 1981 Фогт і Візнер року встановили хрест навпроти місця втечі, щоб вшанувати пам'ять подруги, але Геро Гіллігер таємно демонтував його і доставив своєму командирові у Східному Берліні. Штазі також розглядала можливість «екстрадиції» Фогта та Віснера, що по суті передбачало їх викрадення та повернення до Східної Німеччини проти їхньої волі.
Фалько Фогт активно намагався привернути увагу суспільства до долі своєї подруги. 6 лютого 1981 року він висунув звинувачення у вбивстві проти міністра оборони Східної Німеччини Гайнца Гоффманна. 2 березня 1981 року, під час конференції ОБСЄ в Мадриді він прикував себе до вхідних воріт радянської амбасади на знак протесту проти порушення прав людини урядом Східної Німеччини.
П'ятнадцять років по тому районний суд Нойруппіна засудив одного з прикордонників, який стріляв у Фогта, Віснера та Їрковську за вбивство без обтяжуючих обставин (у німецькому законодавстві подібний злочин називається Totschlag) до одного року і трьох місяців позбавлення волі, яке було замінено на умовний термін. Іншому підозрюваному у стрільбі, тодішньому командиру охорони спостережної вежі 20, не було висунуто звинувачень, оскільки його не вдалося знайти, і суд припустив, що він уже помер.

## Пам'ять

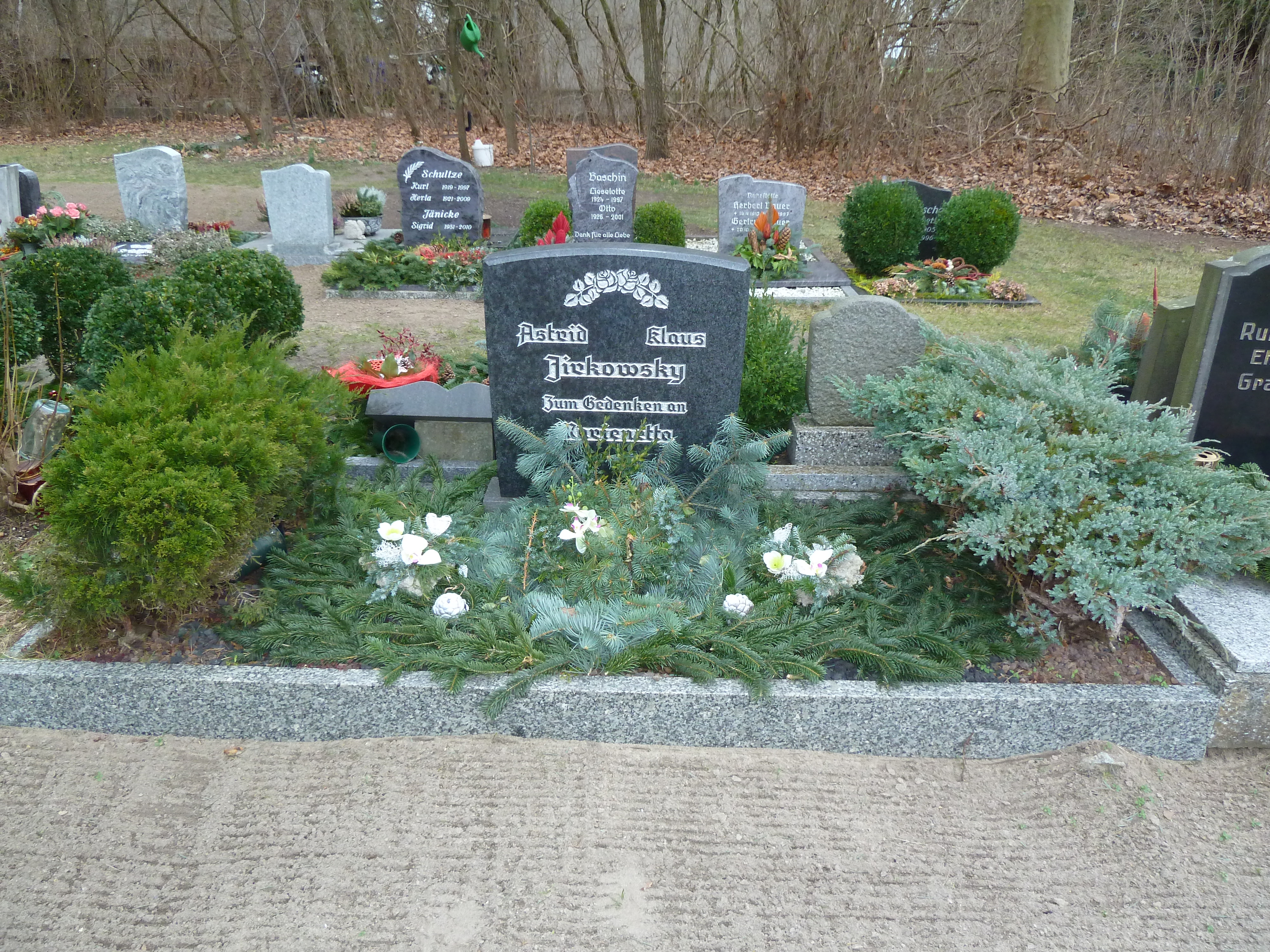
Могила Марієнетти Їрковської на цвинтарі Шпреенгаґена

У 2009 році міська рада Гоен-Ноєндорфу внесла законопроект про перейменування кільцевої вулиці, з'єднаної з Флораштрассе, на честь Марієнетти Їрковської, але її тітка по матері Бербель Культус (нім. Bärbel Kultus), категорично відмовилися від цього. Культус намагалася виступати речницею родини, оскільки обоє батьків Їрковської вже померли, і наполягала на тому, що смерть Марієнетти біля Берлінського муру не є приводом для перейменування вулиці, а траур по ній — це приватна сімейна справа. Втім, невдовзі виявилося, що з 1970 року і до возз'єднання Німеччини Культус була високопоставленим інформатором Штазі під кодовим іменем «GMS Bärbel». Незважаючи на її опір, рішення було зрештою схвалено міською радою Гоген-Нойєндорфа, і 13 серпня 2010 року кільцеву вулицю було перейменовано на Майдан Марієнетти Їрковської (нім. Marienetta-Jirkowsky-Platz).
Марієнетті присвячено один з хрестів в меморіалі «Білі Хрести» поруч із будівлею Рейхстагу, «Вікно пам'яті» меморіалу Берлінської стіни в Берліні та пам'ятник поблизу колишнього місця її спроби втечі в Гоген-Нойєндорфі.

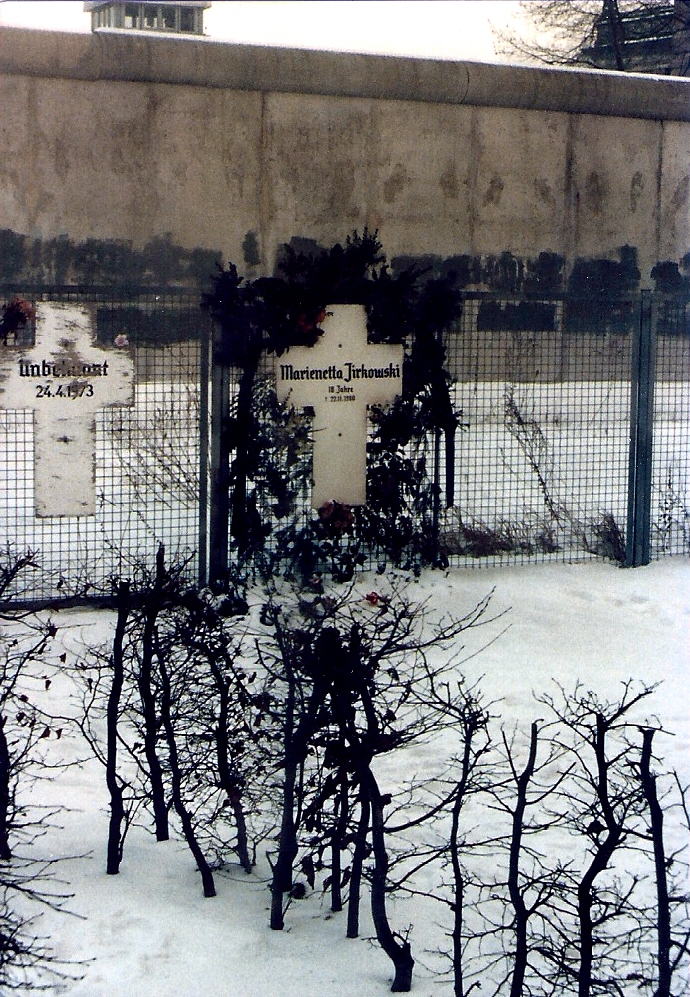
Перший хрест біля Берлінського муру, фото 1985 року
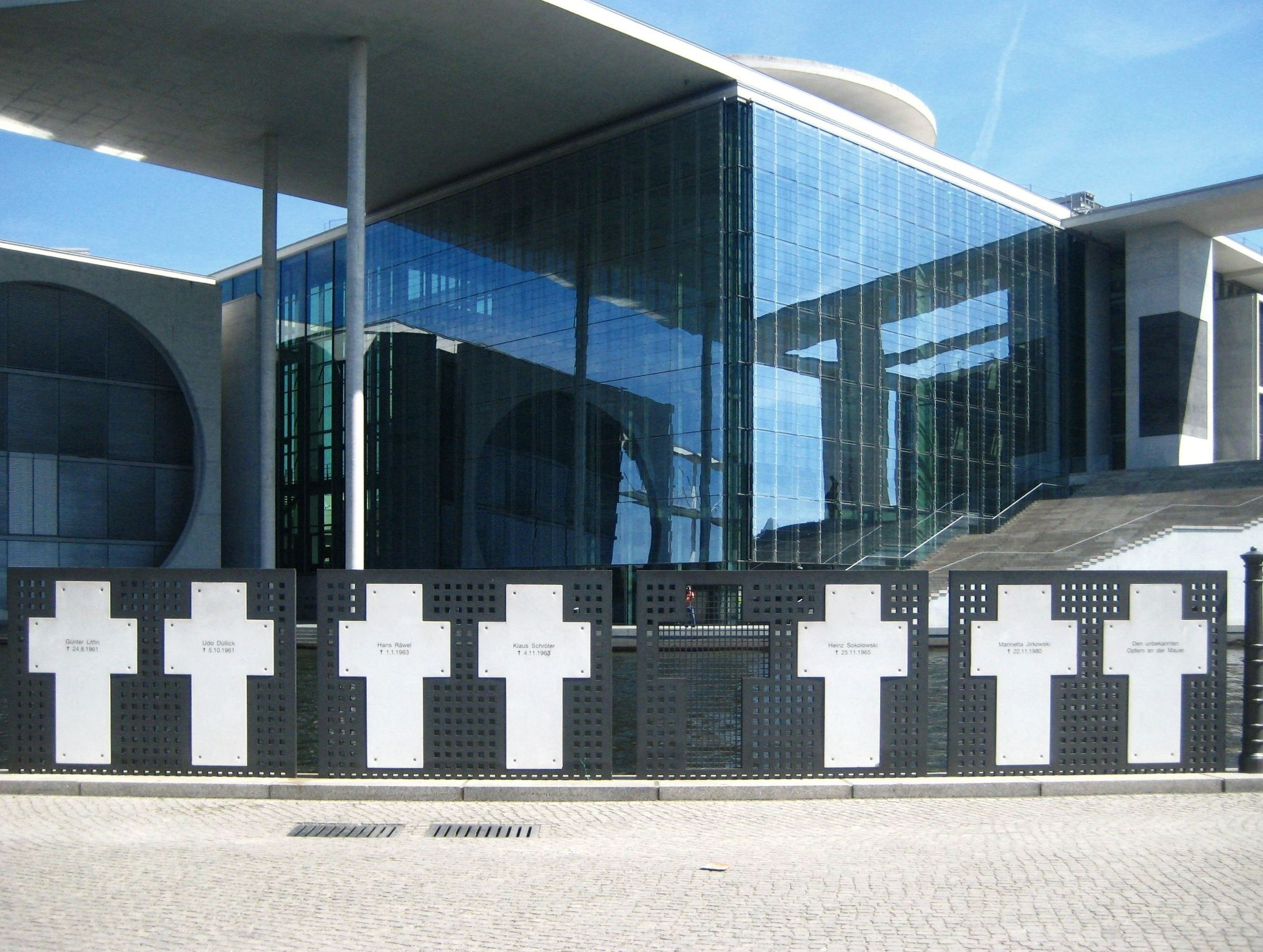
Меморіал «Білі хрести»
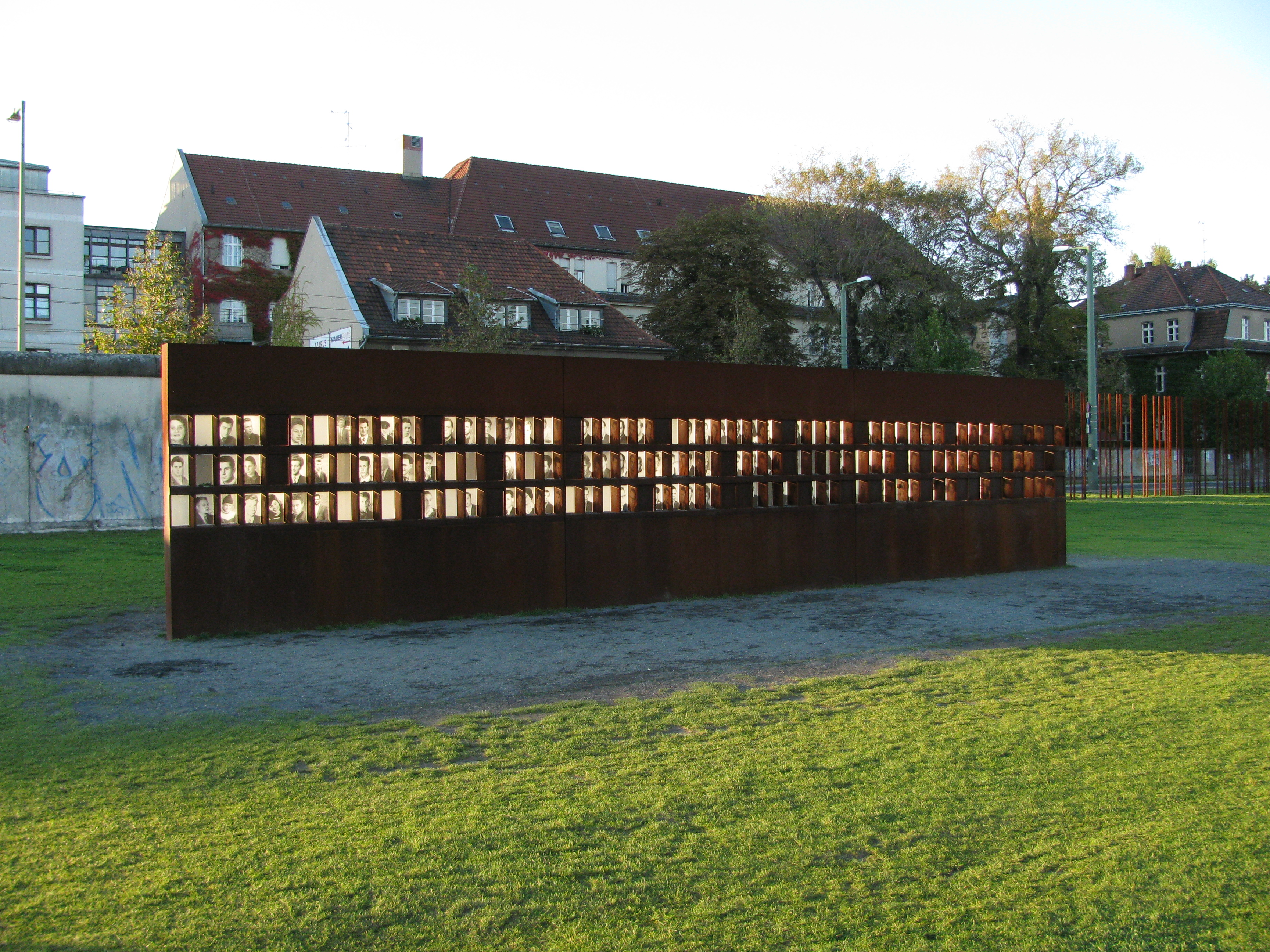
«Вікно пам'яті» у Меморіалі Берлінського муру
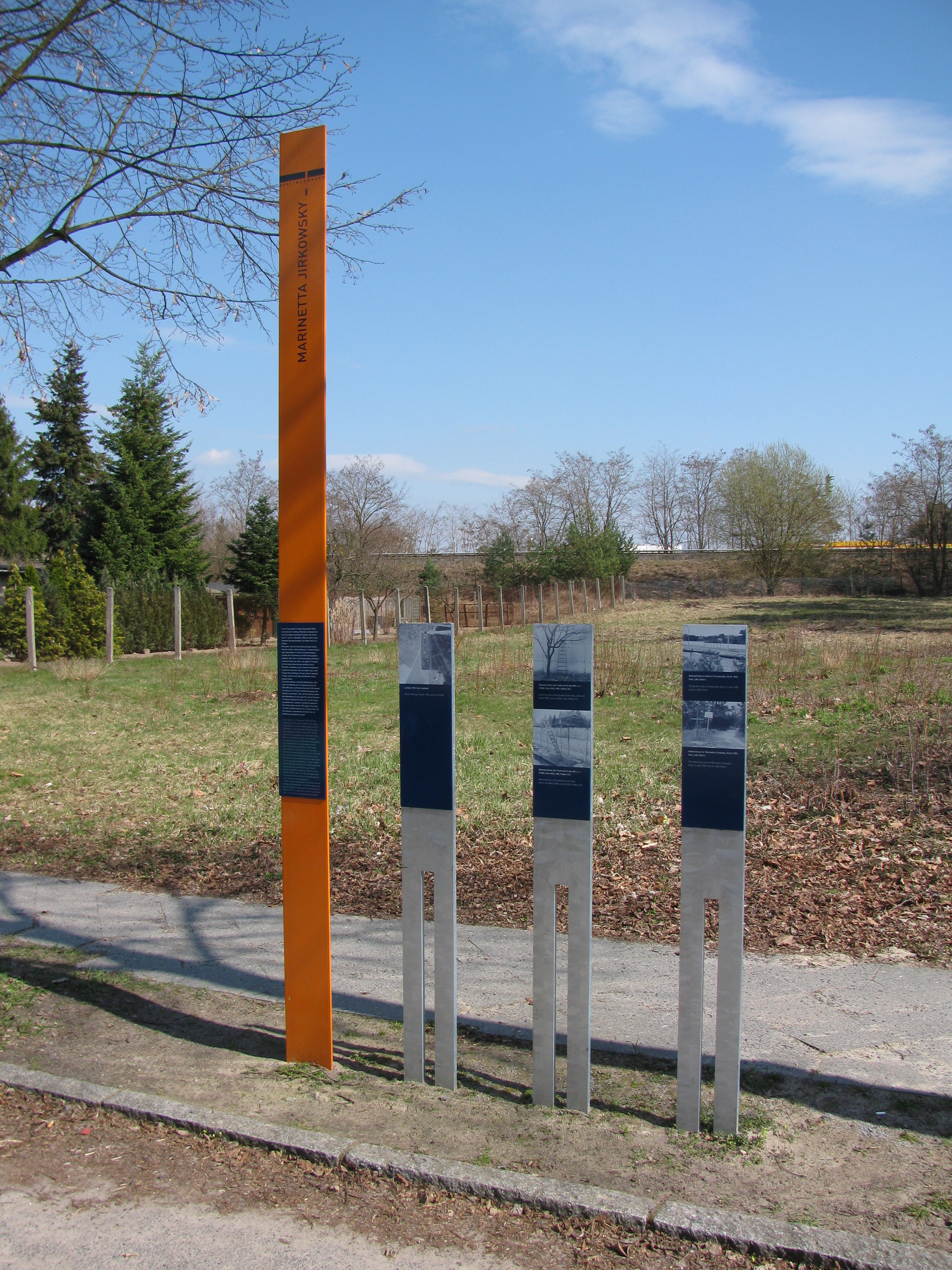
Пам'ятник у Гоген-Нойєндорфі
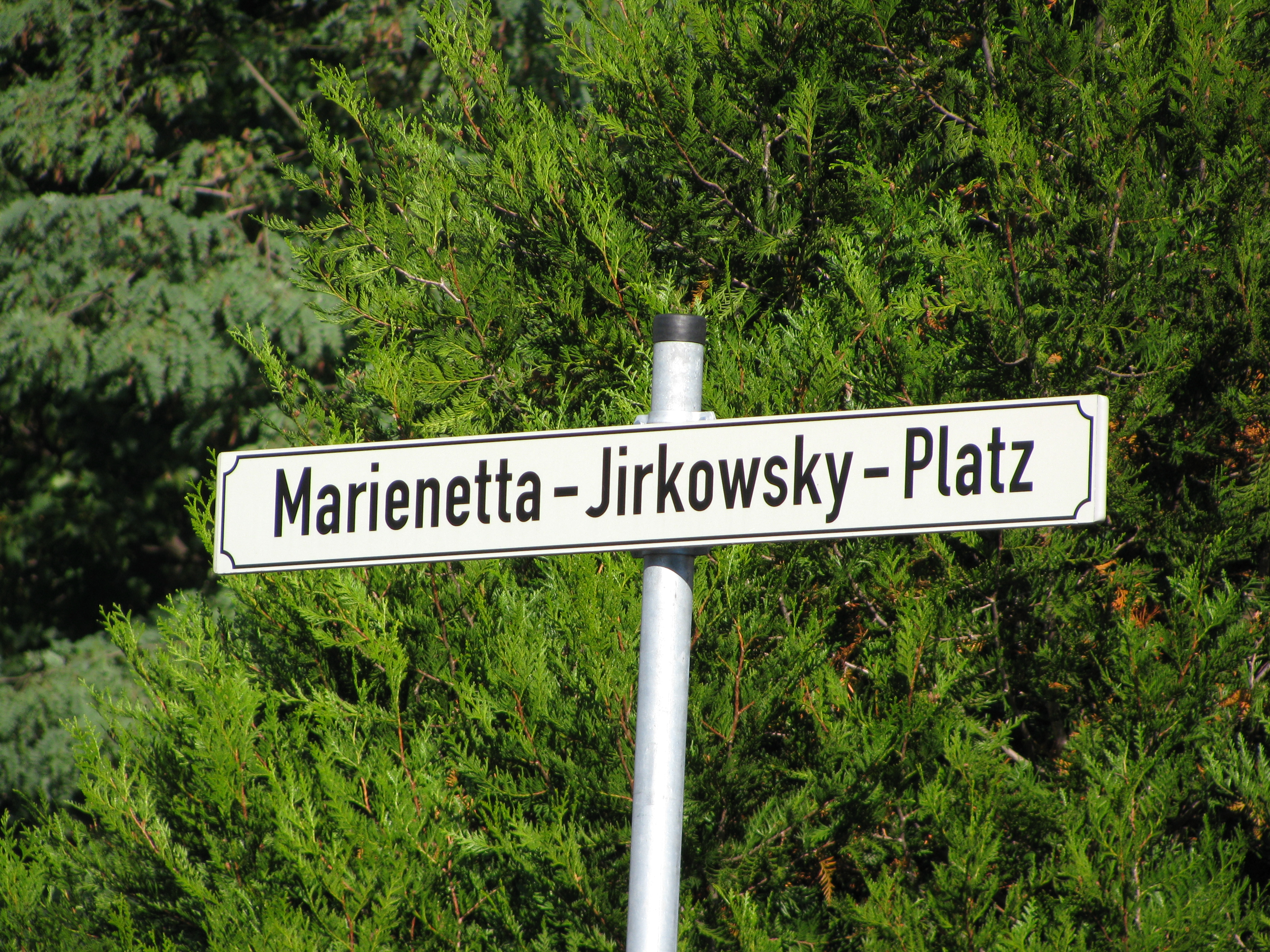
Дорожній знак на Марієнетта-Їрковськи-Пляц, Гоген-Нойєндорф
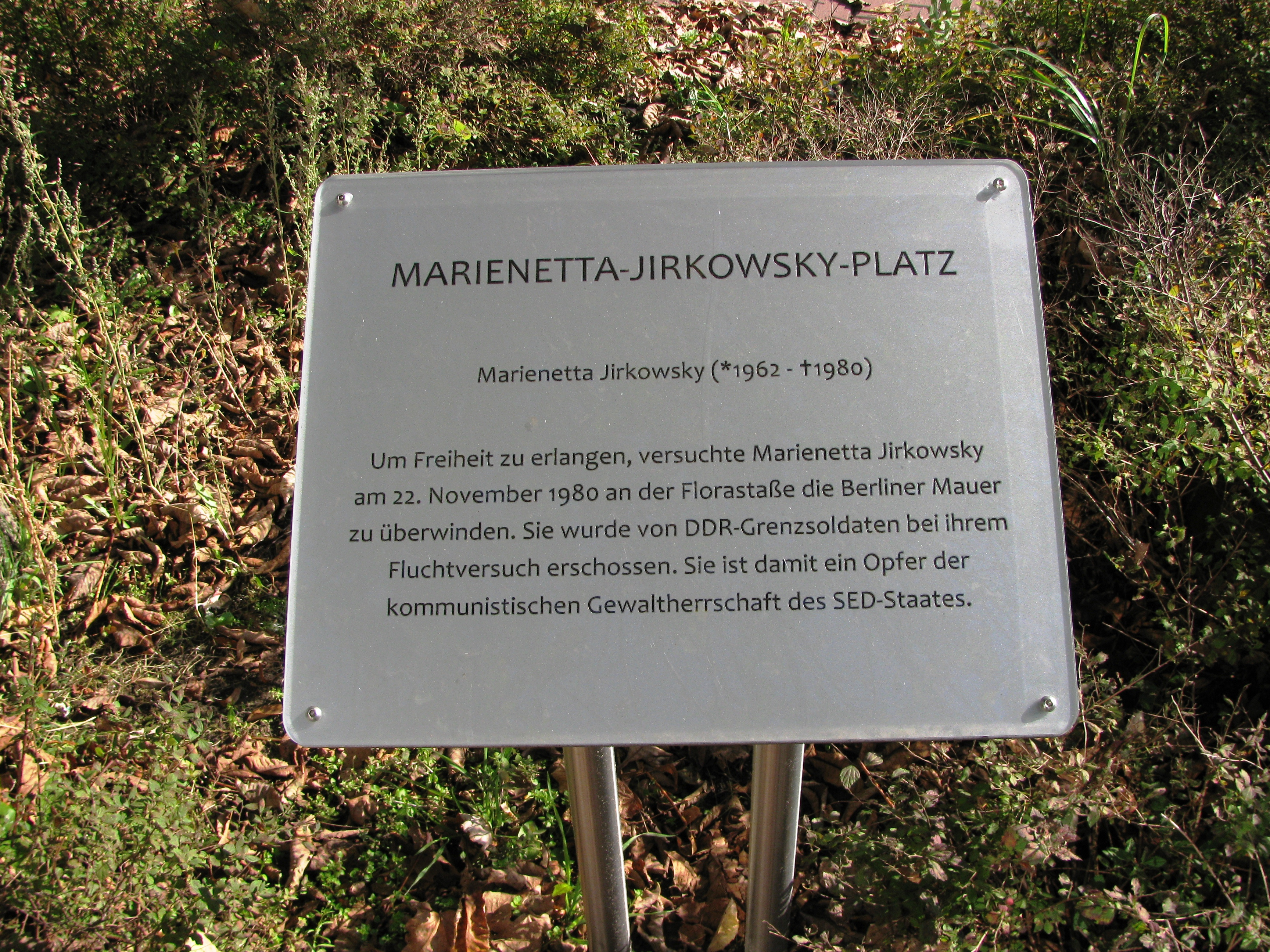
Меморіальна дошка на Марієнетта-Їрковськи-Пляц

### Нотатки
1. ↑  Inoffizieller Mitarbeiter Beobachtung, «неофіційний співробітник спостереження»
2. ↑  Gesellschaftlicher Mitarbeiter für Sicherheit, так званий «Соціальний працівник з питань безпеки» — неофіційні інформатори Штазі, що займали ті чи інші керівні посади у ФРН.

## Мультимедіа
- Die Kulturingenieure: короткометражний анімаційний фільм (5 хвилин 30 секунд) про спробу втечі Їрковської та її друзів, озвучений Фалько Фогтом, 2014 рік (нім.)
- Фільм Micki на Vimeo (нім.)
- Фільм Micki на YouTube (нім.)